# ニンフ (生物学)

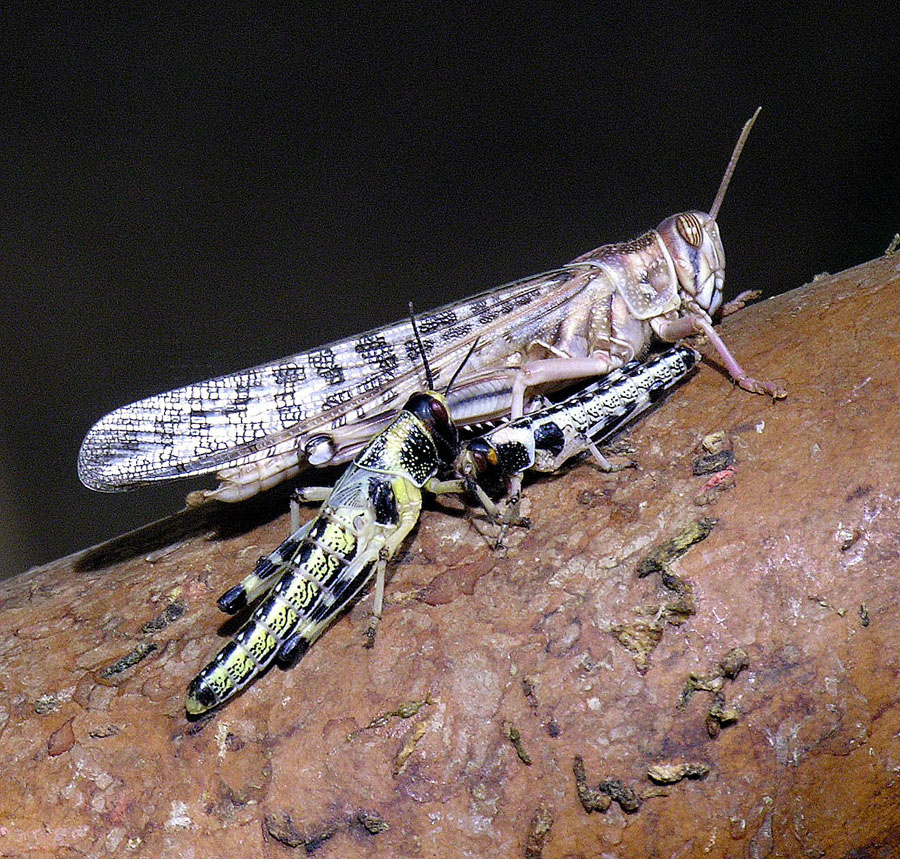
サバクトビバッタの成体とニンフ（幼虫）

若虫（わかむし）、英語でニンフ(nymph)とは、不完全変態を行う昆虫の幼虫を指す。
完全変態昆虫の幼虫（英語ではlarvaという）とは、幼虫の時点ですでに成体とほぼ同じ形状をしている点で異なっている。ただし、翅のある種では、若虫の段階では翅が未発達である。若虫は脱皮を繰り返し蛹の状態を経ずに成虫になる。幼虫から成長する昆虫の発達段階は齢期であらわされる。
幼虫がnymph（ニンフ）と呼ばれる昆虫は、不完全変態を行うバッタ目(コオロギ、バッタ、イナゴなど)、カメムシ目 (セミ、カメムシ、コナジラミなど)、カゲロウ目、ゴキブリ目、カマキリ目、ナナフシ目、カワゲラ目、トンボ目などである。
トンボ、カゲロウ、カワゲラといった水生昆虫のニンフはかつてはギリシャ神話における水や泉のニュンペーであるナーイアスにちなんでnaiadsと呼ばれていたが、昆虫学者にはほぼ使われなくなった。また、昆虫学者らはニンフと他の昆虫の幼生の違いについては昆虫の発達段階の視点よりも進化的な階級の視点で区別されてきている。

## シロアリにおけるニンフ
シロアリのコロニーにおいて「ニンフ」と言う場合は、上記とは指す範囲が異なる。シロアリの「ニンフ」とは生殖虫（成虫：副女王・副王または羽アリ）になる前段階の階級を指す。詳細はシロアリ#社会を参照。